# Sektion Warnsdorf
Die Sektion Warnsdorf war eine Sektion des Deutschen und Österreichischen Alpenvereins (DuOeAV). Sie wurde am 28. Februar 1887 in Warnsdorf in Nordböhmen im heutigen Tschechien als Section Warnsdorf des Deutschen und Oesterreichischen Alpenvereins gegründet. 1939 wurde der Sitz nach Zittau in Sachsen verlegt. Kriegsbedingt wurde sie 1945 aufgelöst.

## Geschichte
Gründer der Sektion war der Zittauer Fabrikant Friedrich Ernst Berger (1856–1943). Er wurde der erste Vorsitzende der Sektion von 1887 bis zu seinem Tod 1943. Sein Nachfolger wurde der in Ebersbach in der Nähe von Neugersdorf geborene Lehrer Johannes Gerhard Knobloch (1877–1952) bis zum Ende des Zweiten Weltkriegs 1945, und der damit verbundenen Auflösung der Sektion.
Die Sektion hatte unter anderem Ortsgruppen in den sächsischen Orten Neugersdorf und Zittau, aus denen im Schnitt 60 bis 70 Prozent der Mitglieder stammten.

## Namensentwicklung
1887 gegründet als Section Warnsdorf des Deutschen und Oesterreichischen Alpenvereins, wurde sie nach Ende des Ersten Weltkrieges und dem Ende der K.u.k.-Monarchie 1919 aufgelöst, und im Jahr 1920 neu gegründet als Deutscher Alpenverein Warnsdorf, sowie 1939, nachdem das Sudetenland dem Deutschen Reich einverleibt wurde, umbenannt in Sektion Warnsdorf–Zittau des Deutschen Alpenvereines, was mit der Verlegung des Sitzes von Warnsdorf nach Zittau einher ging.
- 1887–1919 – Section Warnsdorf des Deutschen und Oesterreichischen Alpenvereins
- 1920–1939 – Deutscher Alpenverein Warnsdorf
- 1939–1945 – Sektion Warnsdorf–Zittau des Deutschen Alpenvereines

## Vorsitzende
- 1887–1943 – Friedrich Ernst Berger
- 1943–1945 – Johannes Gerhard Knobloch

## Ehemalige Hütten
- Neugersdorfer Hütte, auch „Krimmler-Tauern-Hütte“ auf 2568 m s.l.m. im Südtiroler Teil der Zillertaler Alpen, aktueller Eigentümer: Provinz Südtirol (Italien)
- Richterhütte, auf 2374 m ü. A. in den Zillertaler Alpen, aktueller Eigentümer: Sektion Bergfreunde Rheydt des Deutschen Alpenvereins
- Warnsdorfer Hütte, auf 2336 m ü. A. in der Venedigergruppe, aktueller Eigentümer: Alpenverein Warnsdorf-Krimml des Österreichischen Alpenvereins
- Zittauer Hütte, auf 2328 m ü. A. in den Zillertaler Alpen aktueller Eigentümer: Alpenverein Warnsdorf-Krimml des Österreichischen Alpenvereins

## Nachfolgesektionen
Heute gibt es zwei Nachfolgesektionen der ehemaligen Sektion Warnsdorf. Die Sektion Warnsdorf-Krimml des Österreichischen Alpenvereins, die 1987 aus einer Ortsgruppe der Sektion Pinzgau (heute: Sektion Zell am See) entstand, und die 1991 neu gegründete Sektion Zittau des Deutschen Alpenvereins, welche als Ortsgruppe Zittau der Sektion Warnsdorf 1887 schon bestanden hatte, allerdings nach der durch die Alliierten verfügten Auflösung in der DDR nicht neu gegründet werden durfte.